# 約頓巨人

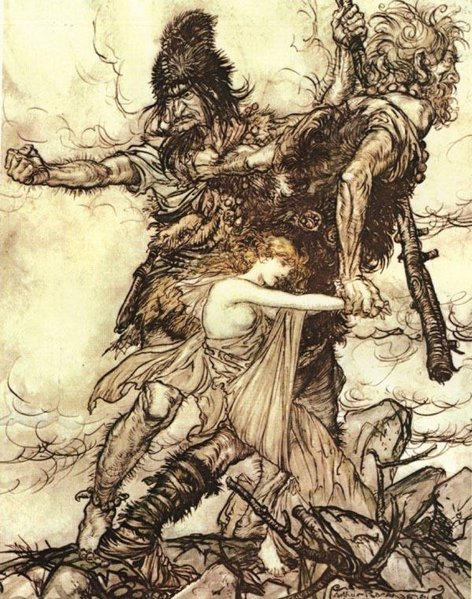
巨人法夫納和發索爾特抓住芙蕾雅，亞瑟·萊克哈姆為《尼伯龍根指環》作的插畫。

約頓巨人（jötunn，複數形：jötnar）是北歐神話的巨人种族，由尤彌爾身体各处诞生出来。也是北欧最古老的種族，世界上最先出現的生物之一便是約頓族。
大部分的約頓族居住在約頓海姆，且大部分巨人在北欧神话里演反派角色和大部分神属敌对关系。在《诗歌爱达》和《史诺里爱达》等文献有记载，且描述巨人体格巨大，部分和一般人类大小接近。样貌有些好几个头，有些类似野兽，各种形态千奇百态，部分也有样貌美丽的女巨人。据《丹麦人的业绩》则记载巨人能用魔法，和还有优秀的建筑技术，在丹麦留下不少巨石建筑。
12世纪冰岛学者史洛里·斯圖拉的《散文埃達》提到，約頓族是從有毒的冰中誕生的，導致大部分約頓族性格暴戾。雖然中文常將其稱作霜巨人，但約頓族和霜沒有關聯，也不是巨人。大眾流行文化漫威中將約頓族描述為藍皮膚眼神發光的冰凍生物，能夠製造冰凍或吐出寒氣，但北歐神話中無此記載，純粹為現代二次創作。
词义jötunn和英语的「eaten(已食用)」来自同字源。
巨人也並非一般流行文化中描述的醜陋巨大人形生物，巨人中也有貌美英俊者，如洛基、絲卡蒂，和葛德。

## 相關文本

### 《索列姆之歌(Þrymskviða)》[5]
約頓之王索列姆偷走了雷神之錘，並以此要脅諸神必須將弗蕾亚女神嫁給他。於是索爾前去拜訪芙蕾亞商討此事，卻遭受拒絕。得知此事後，洛基建議索爾可以假扮成芙蕾亞接受婚約，索爾起初堅決反對，但洛基以少了妙爾尼爾讓索爾的戰力銳減，可能會導致諸神敗於巨人手中，索爾無奈只好接受。
男扮女裝的索爾與洛基一同前往索列姆居住的約頓海姆，索列姆王看到索爾，以為是芙蕾亞答應了婚事，於是開心地舉辦宴席招待遠道而來的未婚妻。在宴會上，索爾龐大的胃口、憤怒的眼神、強壯的體魄引起了索列姆的懷疑，但是洛基用機智的話語打消了索列姆的疑慮，成功化險為夷。
最後，洛基以準新娘芙蕾亞想要一睹妙爾尼爾為由，請求索列姆命人取來妙爾尼爾，索列姆不疑有他答應請求。索爾取回妙爾尼爾後，憤怒地擊殺了索列姆與其他在場的巨人，隨後啟程返回阿斯加德。

### 赫朗格尼爾
赫朗格尼爾渾身由石頭組成，有次醉酒後向諸神口出狂言，於是在後續的決鬥中被索爾擊殺。

## 大眾文化
- 《刀劍神域II》幽茲海姆BOSS角色【索列姆】
- 漫威《雷神索爾》
- 日本漫畫《進擊的巨人》中的始祖巨人【尤米爾】

## 参看
- 巨人列表